# Ursula Büttner
Ursula Luise Barbara Büttner (* 3. Juli 1946 in Höxter) ist eine deutsche Historikerin.
Sie studierte Geschichte und Germanistik an den Universitäten in Heidelberg, Hamburg und Cambridge. Im Jahr 1979 wurde sie bei Werner Jochmann promoviert mit der Schrift Hamburg in der Großen Depression, Wirtschaftsentwicklung und Finanzpolitik 1928–1931. Seit 1975 war sie wissenschaftliche Referentin bzw. Wissenschaftliche Angestellte an der Forschungsstelle für Zeitgeschichte in Hamburg. Seit 1990 lehrte sie zudem als Professorin am Institut für Sozial- und Wirtschaftsgeschichte der Universität Hamburg. 2011 trat sie in den Ruhestand.
Sie veröffentlichte zahlreiche Arbeiten über die Weimarer Republik, die NS-Zeit und die deutsche Nachkriegsgeschichte. Eines ihrer Hauptgebiete ist dabei die Regionalgeschichte der Stadt Hamburg. Für ihre Werke über die Hansestadt Hamburg wurde sie im April 1995 mit dem Hamburger Max-Brauer-Preis geehrt.
Sie gehört dem Wissenschaftlichen Beirat des Vereins Weimarer Republik zum Haus der Weimarer Republik an.

## Schriften (Auswahl)
Monographien
- Vereinigte Liberale und Deutsche Demokraten in Hamburg 1906–1930. In: Zeitschrift des Vereins für Hamburgische Geschichte. Bd. 63, 1977, S. 1–34 (Nachdruck. Friedrich-Naumann-Stiftung – Landesbüro Hamburg, Hamburg 1980), (online).
- Hamburg in der Großen Depression. Wirtschaftsentwicklung und Finanzpolitik 1928–1931. Hamburg 1979 (Dissertation an der Universität Hamburg/Fachbereich Geschichtswissenschaft).
- Hamburg in der Staats- und Wirtschaftskrise. 1928–1931 (= Hamburger Beiträge zur Sozial- und Zeitgeschichte. Bd. 16). Christians, Hamburg 1982, ISBN 3-7672-0774-5.
- mit Werner Jochmann: Hamburg auf dem Weg ins Dritte Reich. Entwicklungsjahre 1931–1933. Landeszentrale für Politische Bildung, Hamburg 1983.
- mit Angelika Voß, Hermann Weber: Vom Hamburger Aufstand zur politischen Isolierung. Kommunistische Politik 1923–1933 in Hamburg und im Deutschen Reich. Landeszentrale für Politische Bildung, Hamburg 1983.
- Zwischen Demokratie und Diktatur. Nationalsozialistische Machtaneignung in Hamburg – Tendenzen und Reaktionen in Europa (= Hamburger Beiträge zur Sozial- und Zeitgeschichte. Beiheft 1). Christians, Hamburg 1984, ISBN 3-7672-0851-2.
- Politische Gerechtigkeit und sozialer Geist Hamburg zur Zeit der Weimarer Republik (= Hamburger Beiträge zur Sozial- und Zeitgeschichte. Bd. 20). Christians, Hamburg 1985, ISBN 3-7672-0908-X.
- Not nach der Befreiung. Die Situation der deutschen Juden in der britischen Besatzungszone 1945 bis 1948. Landeszentrale für Politische Bildung, Hamburg 1986.
- Die Not der Juden teilen. Christlich-jüdische Familien im Dritten Reich. Beispiel und Zeugnis des Schriftstellers Robert Brendel (= Hamburger Beiträge zur Sozial- und Zeitgeschichte. Bd. 24). Christians, Hamburg 1988, ISBN 3-7672-1055-X.
- Politischer Neubeginn in schwieriger Zeit. Wahl und Arbeit der ersten demokratischen Bürgerschaft Hamburgs 1919–21. Landeszentrale für Politische Bildung, Hamburg 1994, ISBN 3-929728-07-9.
- Hamburg zur Zeit der Weimarer Republik. Sechs Abhandlungen. Landeszentrale für Politische Bildung, Hamburg 1996, ISBN 3-929728-28-1.
- mit Martin Greschat: Die verlassenen Kinder der Kirche. Der Umgang mit Christen jüdischer Herkunft im „Dritten Reich“. Vandenhoeck und Ruprecht, Göttingen 1998, ISBN 3-525-01620-4.
- Errichtung und Zerstörung der Demokratie in Hamburg. Freie Gewerkschaften, Senatsparteien und NSDAP im Kampf um die Weimarer Republik. Fünf Abhandlungen. Landeszentrale für Politische Bildung, Hamburg 1998, ISBN 3-929728-36-2.
- „Gomorrha“. Hamburg im Bombenkrieg. Die Wirkung der Luftangriffe auf Bevölkerung und Wirtschaft. Landeszentrale für Politische Bildung, Hamburg 1998, ISBN 3-929728-03-6.
- Weimar. Die überforderte Republik 1918–1933. Leistung und Versagen in Staat, Gesellschaft, Wirtschaft und Kultur. Klett-Cotta, Stuttgart 2008, ISBN 978-3-608-94308-5. In überarbeiteter Form als
- Weimar – die überforderte Republik 1918–1933. Teil II von: Gebhardt. Handbuch der deutschen Geschichte. 10., völlig neu bearbeitete Auflage. Band 18: Wolfgang Benz (Hrsg.): 20. Jahrhundert (1918–2000). Der Aufbruch in die Moderne. Das 20. Jahrhundert. Klett-Cotta, Stuttgart 2010, ISBN 978-3-608-60018-6, S. 171–767.
- Fritz Valentin. Jüdischer Verfolgter, Richter und Christ. Eine Biografie (= Beiträge zur Geschichte Hamburgs. Bd. 66). Wallstein, Göttingen 2017, ISBN 3-8353-1988-4.

Herausgeberschaften
- Das Unrechtsregime. Internationale Forschung über den Nationalsozialismus. Festschrift für Werner Jochmann zum 65. Geburtstag. Unter Mitwirkung von Werner Johe und Angelika Voss, in zwei Bänden. Band 1: Ideologie – Herrschaftssystem – Wirkung in Europa. Hamburg 1986, ISBN 3-7672-0962-4; Band 2: Verfolgung – Exil – belasteter Neubeginn  (= Hamburger Beiträge zur Sozial- und Zeitgeschichte. Bd. 21/22). Christians, Hamburg 1986, ISBN 3-7672-0963-2.
- Die Deutschen und die Judenverfolgung im Dritten Reich (= Hamburger Beiträge zur Sozial- und Zeitgeschichte. Bd. 29). Christians, Hamburg 1992, ISBN 3-7672-1165-3 (Überarbeitete Neuausgabe. Fischer-Taschenbuch-Verlag, Frankfurt am Main 2003, ISBN 3-596-15896-6).